# "Globus" IMP
'

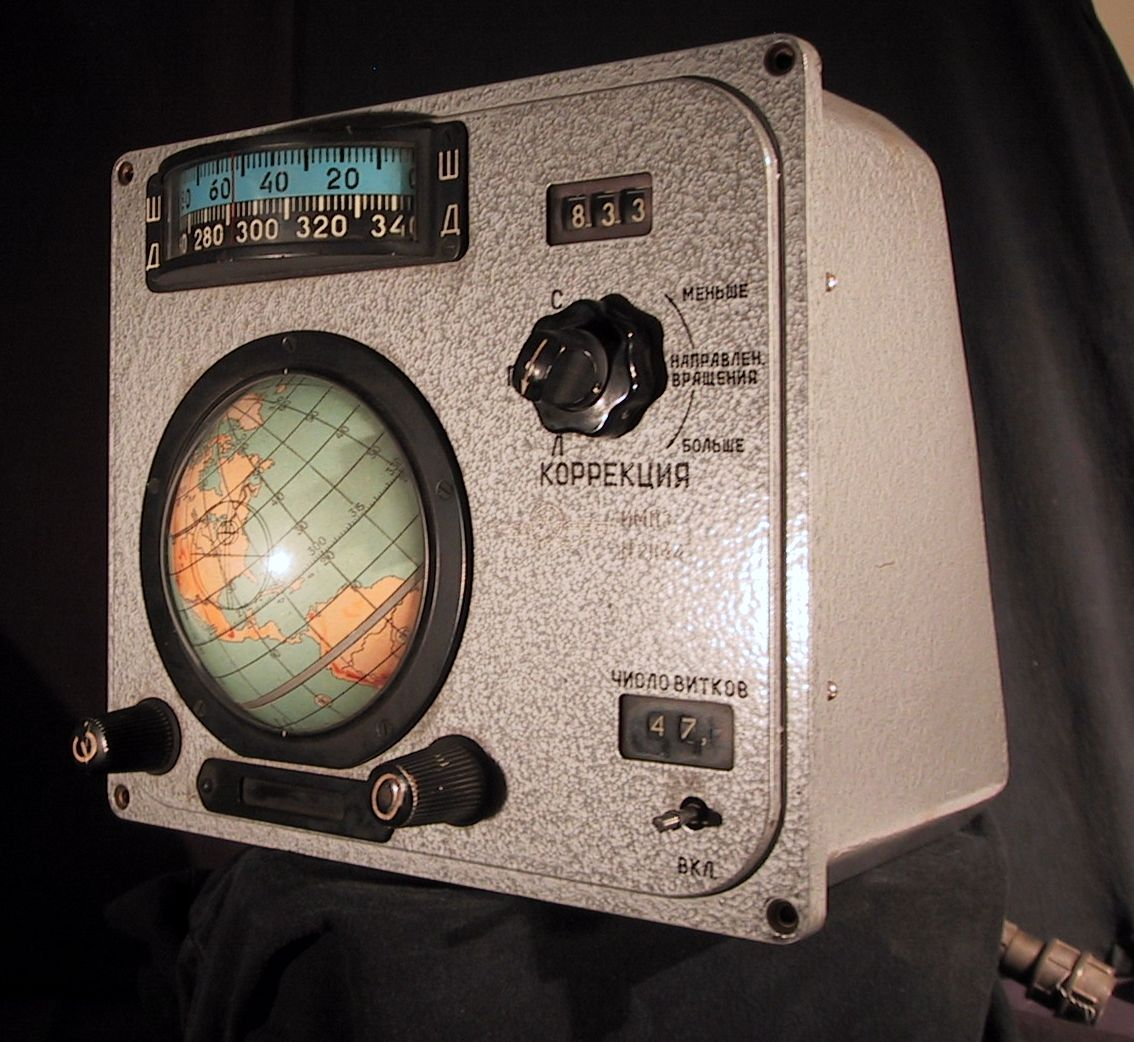
Instrumento de navegación Globus IMP

Globus IMP, conocido informalmente como Globus, es el nombre un sistema de instrumentos de navegación  dedicado a la indicación de la posición de la aeronave en vuelo, de ahí las siglas  IMP que son el acrónimo de la expresión rusa Indicador de Posición de Vuelo. Fue desarrollado por la Unión Soviética para su utilización en las aeronaves tripuladas, en especial en los vuelos espaciales, y se ha venido usando, tanto en la URSS como en Rusia,  hasta el año 2002.
El instrumento muestra el nadir de la aeronave sobre un globo terráqueo rotativo, funcionando como un  indicador autónomo de a bordo de la ubicación de la aeronave respecto a las coordenadas de la Tierra. Estaba configurado como un dispositivo electro-mecánico, en la tradición de los complejos relojes posteriores a la Segunda Guerra Mundial utilizados como relojes maestros. El Globus IMP incorpora centenares de componentes mecánicos de relojería, funcionando  como un ordenador analógico ideado para la navegación, semejante a la mira Norden. Capaz de realizar complejas operaciones mecánicamente, muestra el resultado de sus cálculos analógicamente, mediante una esfera terrestre y otros indicadores luminosos o accionados por motores eléctricos. También es capaz de modular señales eléctricas para controlar otros instrumentos.
El IMP, desarrollado en sucesivas versiones, ha sido utilizado en las misiones espaciales tripuladas soviéticas y rusas desde el primer vuelo orbital de la historia (pilotado por Yuri Gagarin el 12 de abril de 1961) hasta el año 2002,  incluyendo todas las misiones Vostok, Vosjod y Soyuz lanzadas en este período.
Este artículo cubre específicamente el IMP Versión 3, utilizado en la Vosjod 1, dado que ha sido un modelo más extensamente documentado que las primeras versiones utilizadas durante las misiones Vostok y que las versiones posteriores más complejas de las naves Soyuz. Aun así, todas las  versiones del IMP eran relativamente similares con respecto a su diseño, propósito y operación.

## Contexto y propósito

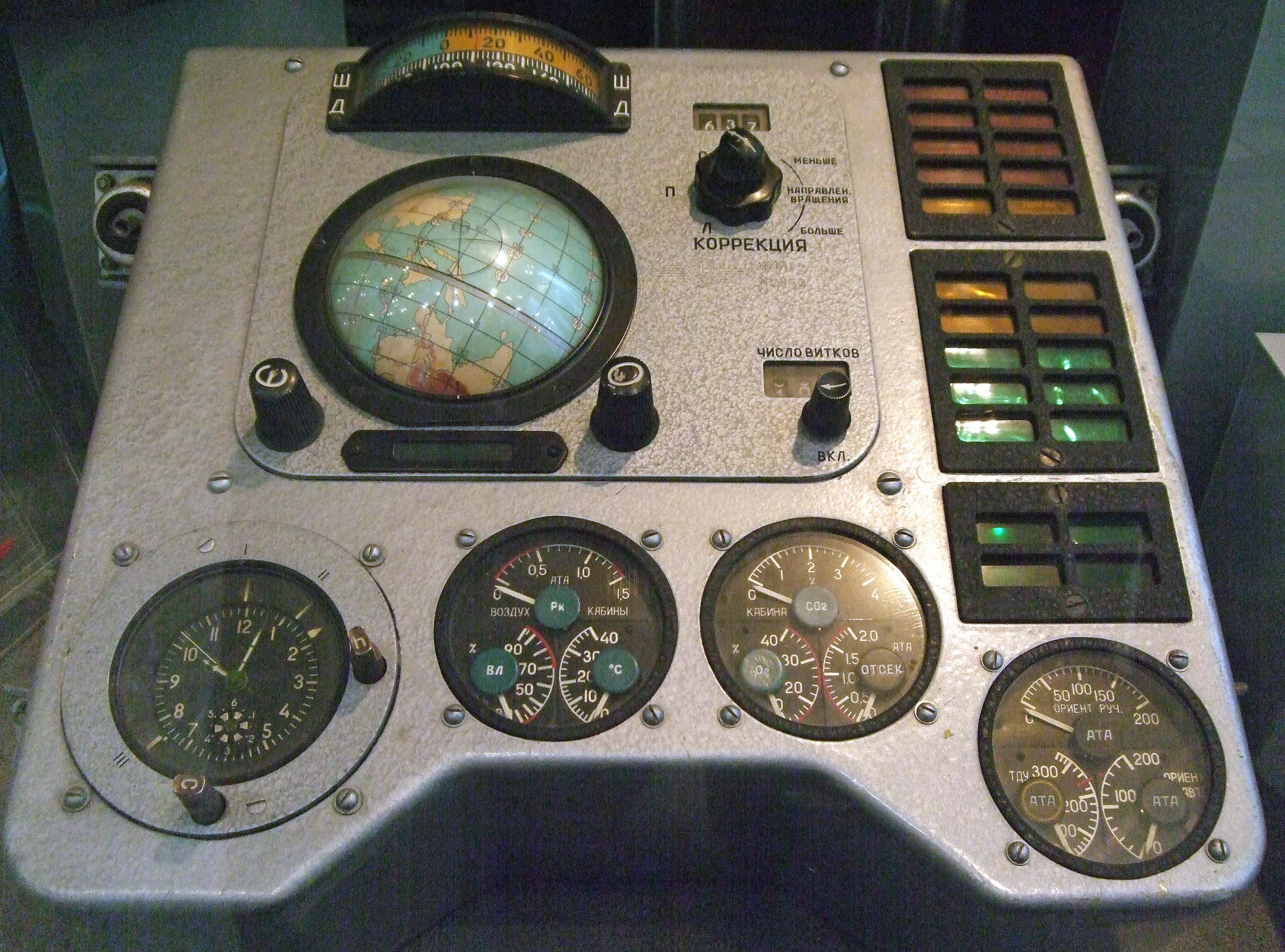
Un instrumento Globus IMP dentro del tablero de navegación de una nave Vosjod

La  Vosjod era la segunda generación de aeronaves tripuladas diseñadas dentro del Programa espacial de la Unión Soviética, esencialmente una adaptación de la nave Vostok. 
La Vosjod 1 (1964) fue la primera aeronave con tres tripulantes lanzada al espacio y la Vosjod 2 (1965) incluyó el primer paseo espacial. Las Vosjod, así como su instrumental Globus IMP, fueron un desarrollo de las naves Vostok, que habían colocado a los seis primeros cosmonautas soviéticos en órbita baja, incluyendo al primer humano en órbita, Yuri Gagarin, y a la primera mujer del mundo en el espacio, Valentina Tereshkova. La diferencia principal entre las versiones 1 y 2 del IMP (aeronaves Vostok) y la versiones posteriores (Vosjod y Soyuz) es la adición de los indicadores de longitud y de latitud en forma de disco.
El propósito del diseño del IMP era poder computar y mostrar las coordenadas geográficas en el nadir de la aeronave, es decir, del punto de la superficie terrestre que se estaba sobrevolando. El Globus mostraba este dato a la tripulación, y también transmitía señales eléctricas de control a otros sistemas mediante una resistencia variable accionada mecánicamente.
Desarrollos del IMP de las  Vostok y las Vosjod han volado en cada aeronave Soyuz hasta la última misión Soyuz TM en abril de 2002. La principal adición funcional de las versiones del IMP diseñadas para la Soyuz era la capacidad de poder cambiar manualmente la inclinación de la órbita. En las naves Vostok y las Vosjod, la inclinación con respecto al ecuador había sido constante (65 grados) debido a las limitaciones de diseño de los cohetes lanzadores y a la ubicación geográfica del Cosmódromo de Baikonur, ya que cada una de estas misiones tripuladas lanzadas hasta entonces no había tenido ninguna necesidad de incorporar la modulación de inclinación a las versiones 1 a 4 del IMP, por utilizar siempre la misma órbita.
Posteriormente, las aeronaves Soyuz TMA y sus sucesoras utilizaron pantallas de ordenador con mapas del mundo digitales para sustituir al Globus IMP.
Las primeras misiones rusas estaban mayoritariamente automatizadas y eran dirigidas remotamente desde el centro de control de vuelo. Los cosmonautas se limitaban a ejecutar maniobras programadas o a introducir correcciones con la aprobación del control terrestre según sus datos y parámetros. Por lo tanto, la instrumentación de la que disponían los pilotos era mínima, y sus competencias operativas estaban limitadas tanto como era posible a escenarios de contingencia. Las lecturas del IMP principalmente pretendían ayudar a los cosmonautas a confirmar que el secuenciador de vuelo automatizado operaba normalmente. Los datos del Globus también mantenían a la tripulación consciente de su posición cuando orbitaban sobre zonas nocturnas, o cuando las mirillas de la aeronave o el periscopio no podían apuntarse hacia la Tierra.
Aun así, el IMP podía llegar a ser un instrumento crucial si había  problemas con la activación de los cohetes por problemas en cualquier secuenciador de vuelo o en las comunicaciones con el control de la misión, como sucedió durante la misión Vosjod 2. Además, dada la escasez de estaciones de comunicación soviéticas en lugares alejados de Rusia, los cosmonautas permanecían la mayor parte de su tiempo fuera del alcance del control de tierra, por lo que necesitaban instrumentos para poder evaluar su posición relativa.
En contraste, las misiones tripuladas de los programas espaciales estadounidenses solo utilizaron un indicador posicional mecánico similar durante dos de las primeras misiones Mercury. Fueron sustituidos muy pronto por un panel de instrumentos equivalente al de un coche. El instrumento estadounidense equivalente al soviético era más simple  y pequeño, totalmente mecánico y accionado manualmente. Dada la disponibilidad de una red de comunicaciones radiofónicas con las aeronaves más extensa  proporcionada por la NASA, las siguientes misiones, incluyendo el programa_Apolo y los vuelos de los transbordadores espaciales, utilizaban mapas de a bordo, telemetría terrestre, y más recientemente, mapas en ordenadores portátiles para proporcionar a los astronautas información posicional.

## Estructura y materiales

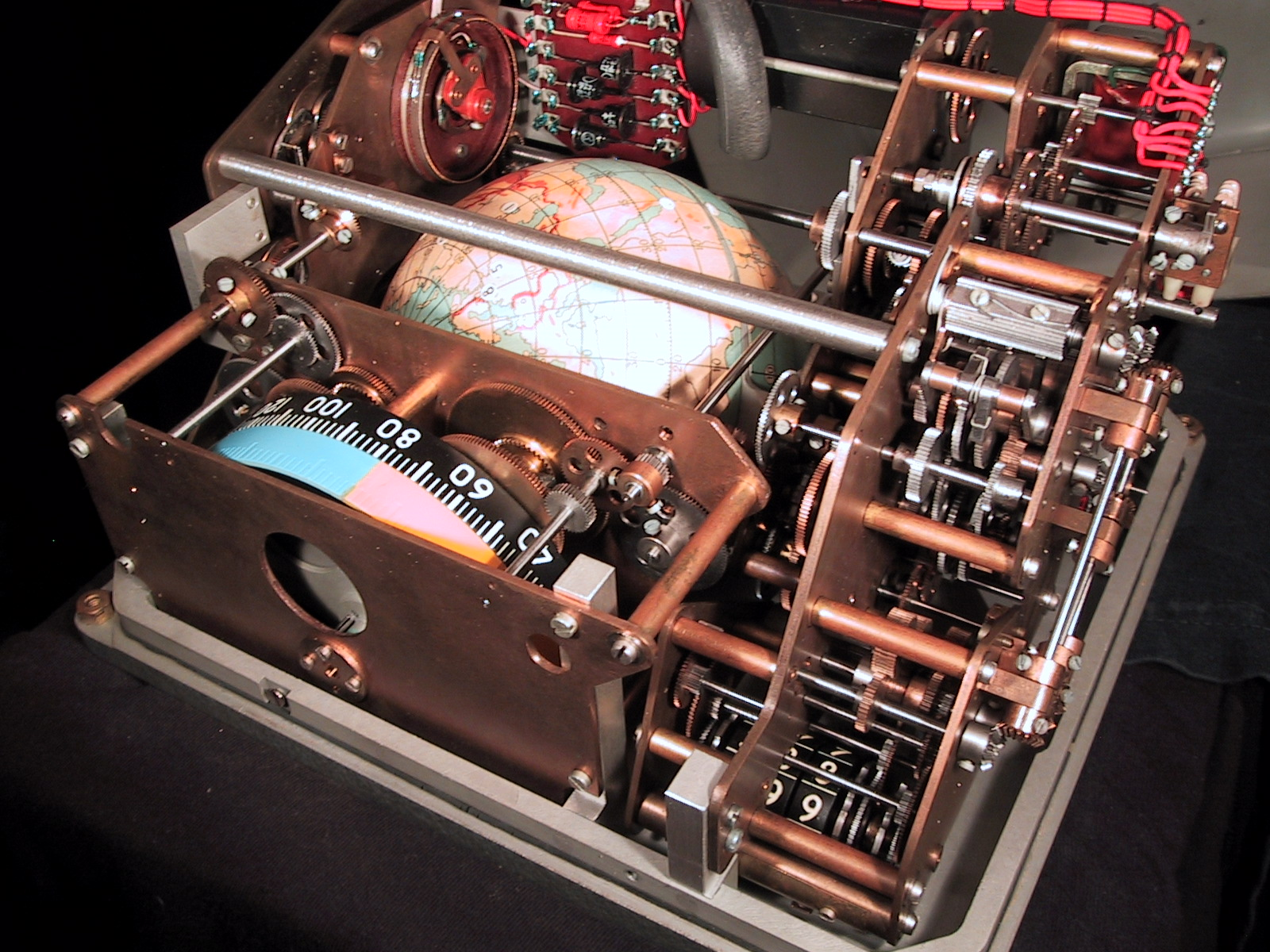
Globus IMP. Vista de su interior

Dos instrumentos principales aparecían en los tableros de las naves Vostok y Vosjod: un panel de control con interruptores y controles rotativos, y una pantalla de datos. Inicialmente, el tablero estaba delante de los cosmonautas, por encima de la pantalla del periscopio Vzor. Sin embargo, los diseñadores se vieron forzados a rotar los asientos 90 grados para facilitar la toma de imágenes por motivos de propaganda, haciendo la lectura de los instrumentos más incómoda.
Diseñado para ser integrado en un nicho del tablero de instrumentos, el volumen del IMP era similar al de una tostadora grande (24,8 cm x 22,2 cm x 14,6 cm). Era un elemento muy destacado en el tablero. El panel frontal del instrumento servía a su vez como soporte estructural de otros componentes; estaba hecho de una gruesa chapa mecanizada de aleación de aluminio con refuerzos estructurales. Los componentes mecánicos estaban mecanizados en bronce, acero y aluminio; el globo estaba fabricado en aluminio recubierto con papel imprimido, una técnica típica para la fabricación de globos terrestres. La cubierta de cierre estaba hecha de chapa de aleación de aluminio recortada y soldada.
Como en la mayoría de las primeras naves espaciales, el Globus IMP y el resto de instrumentos fueron diseñados y probados para seguir siendo operativos en un completo vacío, en previsión de una despresurización accidental de la cabina.

## Lectura de datos y ajustes

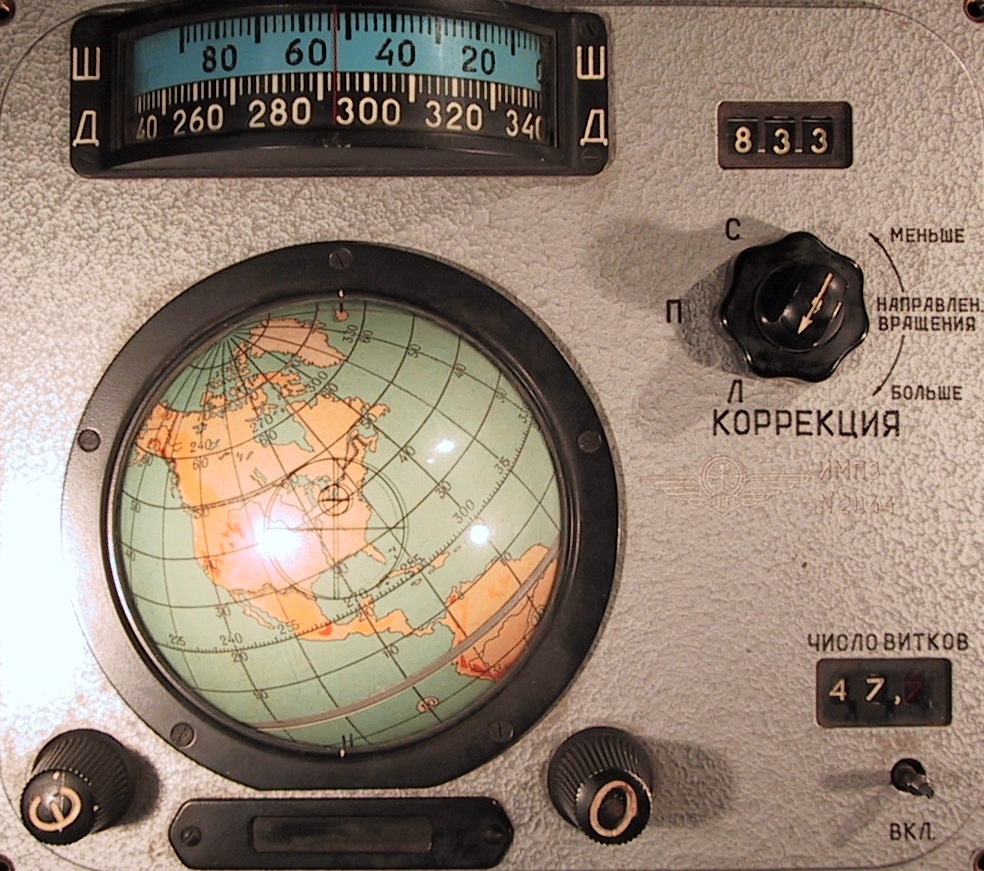
Ajustes y presentación de datos

### Lectura de datos
- Un globo terráqueo, con un diámetro de 12,7 cm (a una escala aproximada de 1:100.000.000), moviéndose con dos grados de libertad (rotación e inclinación);
- Dos indicadores con forma de disco, uno para la longitud y otro para la latitud, con marcas en grados en sus bordes;
- Un contador de órbitas etiquetado ЧИСЛО ВИТКОВ (Número de revoluciones) con tres dígitos: dos dígitos blancos para las órbitas completas y un dígito rojo para las fracciones;
- Un indicador de estado luminoso, con las palabras место посадки, Punto de aterrizaje.

### Ajustes para los pilotos
- Un interruptor (en el tablero de control separado) para activar el instrumento;
- Otro interruptor (también en el tablero de control separado) para activar un motor que desplazaba los indicadores de su actual posición relativa a la Tierra a la posición del punto de aterrizaje previsto, o viceversa;
- Dos diales concéntricos etiquetados como КОРРЕКЦИЯ (corrección). El dial interior estaba sencillamente etiquetado como С, П y Л (Centro, Derecha e Izquierda). Seleccionando una de estas tres posiciones, asignaba mecánicamente el dial exterior, etiquetado como НАПРАВЛЕНИЕ ВРАЩЕНИЯ, МЕНЬШЕ y БОЛЬШЕ (Dirección de rotación, Menos y Más) para ajustar uno de los tres parámetros orbitales; y los tres correspondientes indicadores de un dígito;
- Un dial marcado Э seleccionaba o reinicializaba el indicador de posición en longitud, sobre el plano ecuatorial;
- Otro mando giratorio marcado como О, preseleccionaba o reinicializaba los indicadores de posición a lo largo de la órbita;
- Un último mando (fuera de la imagen) permitía preajustar o reinicializar el contador de órbitas.

## Funciones mostradas

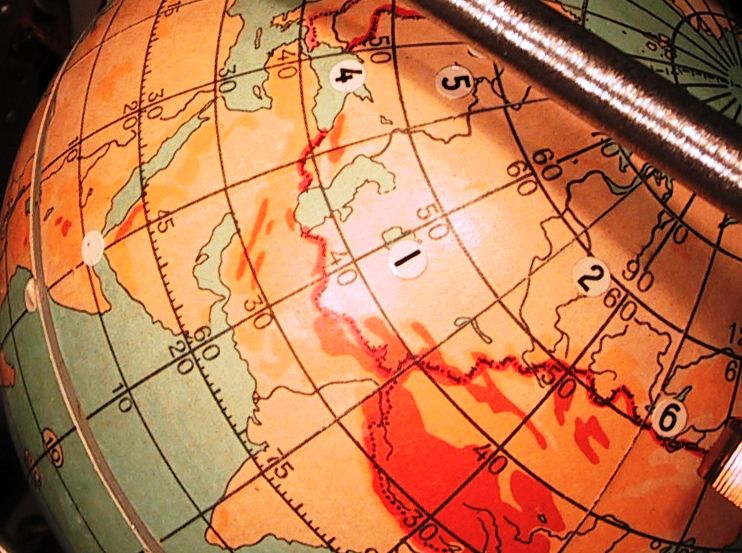
Globo con señales numeradas indicando la posición de las estaciones de comunicación de la Tierra

El globo terrestre móvil estaba protegido por una cúpula hemisférica de plástico transparente, sobre la que aparecía grabado e impreso un signo con forma de cruz. En circunstancias normales, el punto visible bajo la cruz era el punto de la Tierra que estaba directamente bajo la aeronave en cada momento. Un segundo modo de operación, activado por los cosmonautas, adelantaba el globo a la posición donde la aeronave aterrizaría una vez accionados los cohetes de retroceso para efectuar la secuencia de reingreso, para lo que también se encendía el indicador место посадки. Los indicadores de longitud y de latitud  también contaban con estos dos modos de operación.
Al menos un globo IMP de una nave Voskhod fue personalizado con señales de papel blanco numeradas del 1 al 8, junto con otras señales sin numerar. Las marcas señalan los centros de comunicación de radio enlazados con el Control de la Misión en Moscú. Las marcas sin numerar se refieren a la posición de los barcos del sistema de seguimiento.

## Operación
Con anterioridad al lanzamiento, la latitud y la longitud eran ajustadas a las coordenadas precalculadas de entrada en órbita. Justo después de la fase de lanzamiento, una vez quedaba  establecida la órbita, sus parámetros eran medidos con precisión por radar y radiotelemetría desde la Tierra. Los ajustes para el IMP eran entonces calculados en el control de vuelo y comunicados a la tripulación, que reinicializaba los tres parámetros de corrección orbital del instrumento, la longitud ecuatorial y las coordenadas de localización de la nave. Después de esto, los cosmonautas activaban el tablero de control del lado izquierdo. Esta última acción conectaba el sistema del secuenciador del vuelo mediante un relé, cuyos impulsos eléctricos eran entonces convertidos en un lento avance mecánico regular, que a través de los componentes mecánicos, servía para efectuar los cálculos necesarios para mover el globo y los otros indicadores.
Entretanto, el resistor variable del instrumento y una serie de relés giratorios regulaban las señales eléctricas necesarias para activar otros instrumentos de la aeronave y sus sistemas de control, a partir de los datos obtenidos de la representación analógica de las coordenadas de la aeronave respecto a la Tierra. Desde la perspectiva del diseño de sistemas, es destacable que, incluso en los primeros años de la década de 1960, un sistema mecánico generase datos cruciales para el control primario de los accionamientos eléctricos, electrónicos y de los sistemas de telemetría de toda la aeronave.
Durante las operaciones orbitales, la tripulación periódicamente resincronizaba las lecturas del instrumento con datos transmitidos desde la Tierra. En las misiones Soyuz, la aeronave contaba con la capacidad añadida de hacer maniobras orbitales, y los parámetros del IMP tenían que ser reajustados tras cada maniobra.
Cuando se acercaba el momento de la operación crítica de la reentrada en la atmósfera, la tripulación supervisaba la orientación automática de la aeronave (una función del sistema de control de posición), y entonces pulsaban el conmutador de avance rápido en el tablero de control del IMP para mostrar el punto proyectado de aterrizaje. La tripulación quedaba lista para efectuar una salida de órbita manual si se producía algún fallo en los sistemas automáticos.

## Ordenador mecánico
El IMP era un auténtico ordenador mecánico. A partir del movimiento incremental del actuador de solenoide único, el mecanismo de relojería era capaz de producir pulsos oscilantes irregulares, controlando la rotación del globo y la orientación de su eje, y también impulsaba sus dos indicadores con forma de disco para la longitud y la latitud. Algunos inusuales mecanismos de relojería del IMP incluyen intrincados dispositivos, como levas en forma de cardioide, engranajes cónicos de sección cruciforme y "rectificadores mecánicos" capaces de transformar un movimiento alterno en uno analógico unidireccional (véanse las ilustraciones).
El único otro actuador eléctrico utilizado en el IMP era el motor del avance rápido, que servía para estimar el nadir del punto de aterrizaje esperado, unos 120 grados hacia el este.

## Producción, conservación y exhibición pública
Se fabricaron como máximo algunas docenas de unidades de las distintas versiones del Globus 3 y 4, principalmente para las misiones del Vosjod 1 y del Vosjod 2, más las unidades de prueba y las unidades usadas en misiones no tripuladas. Varias son exhibidas en museos aeroespaciales rusos (a veces presentadas erróneamente como instrumental IMP del Vostok), y algunas otras forman parte de colecciones privadas relacionadas con el espacio. Además, un número desconocido de unidades todavía pueden pertenecer a antiguos trabajadores espaciales soviéticos y a funcionarios estatales. El Museo Nacional del Aire y del Espacio de la Smithsonian en Washington D. C. (EE. UU.) exhibe varias aeronaves Soyuz cuyos instrumentos Globus siguen en su emplazamiento original, pero sus tableros de instrumentos no están a la vista de los visitantes. El museo también muestra una aeronave TKS, con una versión del instrumento IMP del Soyuz, cuyos tableros de control (incluyendo el Globus) puede entreverse a través del portillo.
Existen numerosos dispositivos relacionados con el espacio a la venta en sitios de subasta en-línea, en subastas temáticas y a través de comerciantes especializados. Sin embargo, instrumentos como el Globus raramente se ofrecen en el mercado.
Un Globus IMP de una nave Vosjod propiedad de un coleccionista canadiense ha sido exhibido en exposiciones temporales, especialmente en el Museo Nacional del Reloj en Columbia, Pensilvania, EE. UU., y en el Centro de Ciencia Espacial del Cosmodome en Laval, Quebec, Canadá.

## Ilustraciones

### Elementos de informática mecánica

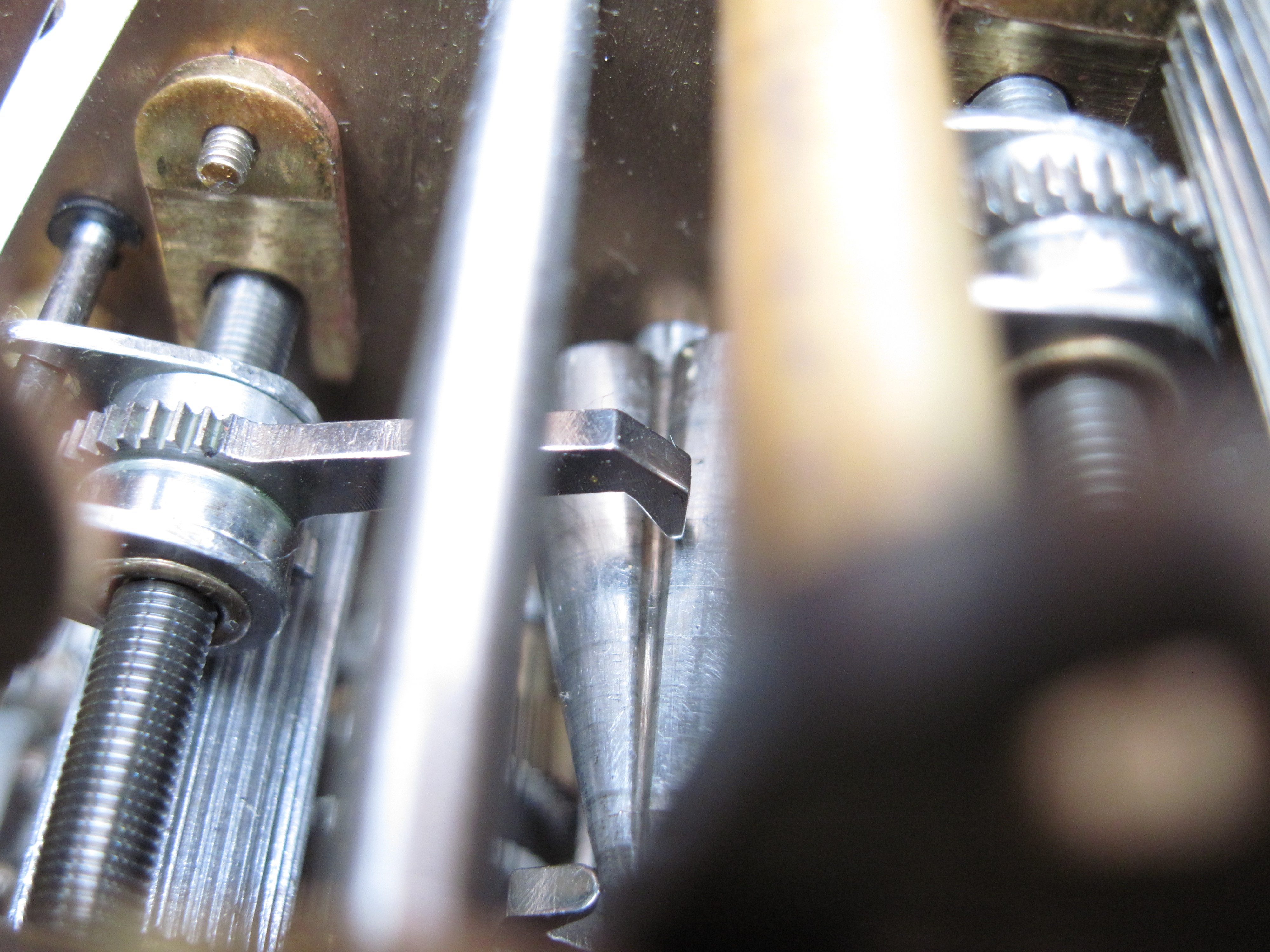
Figura 1
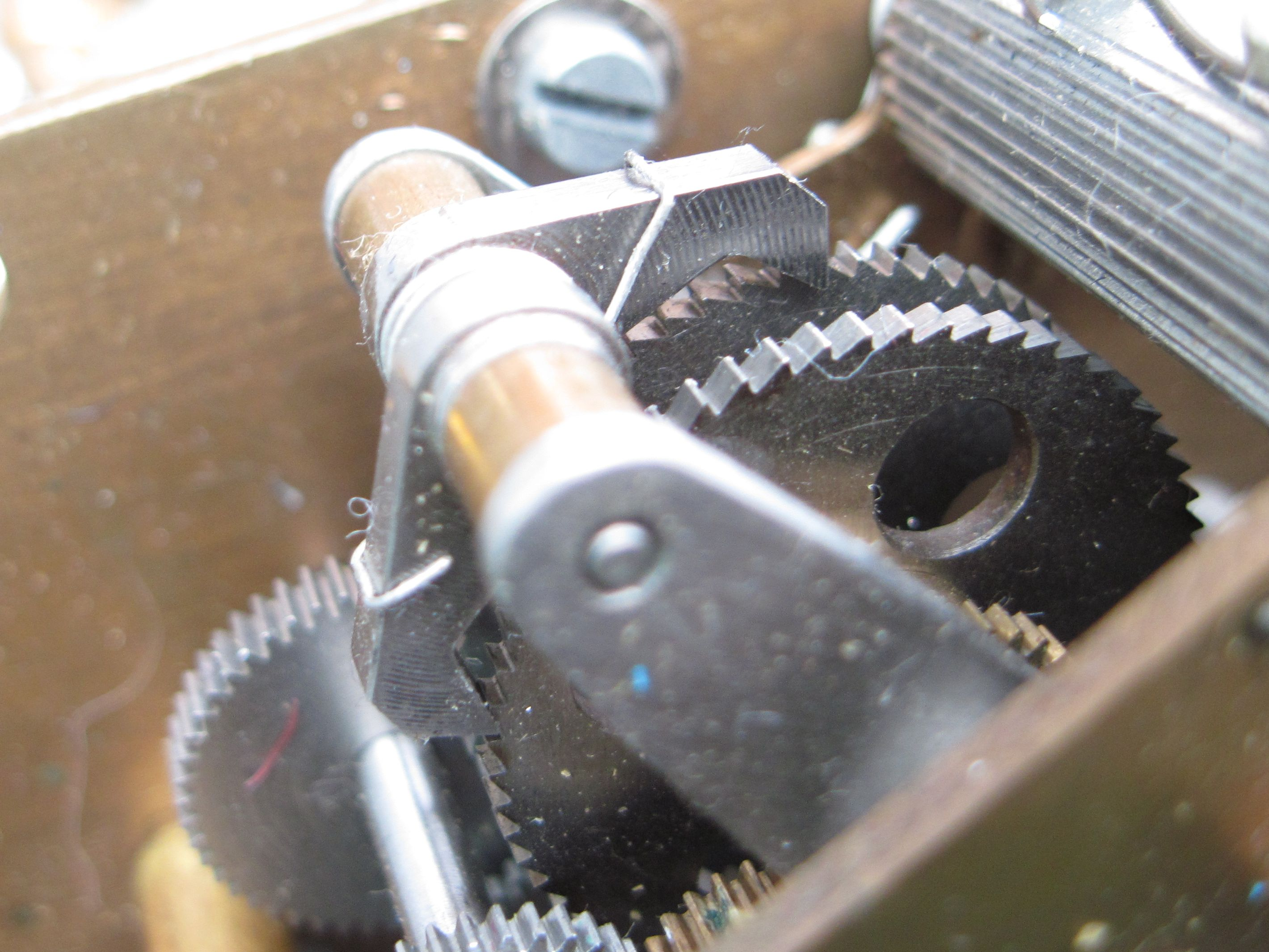
Figura 2
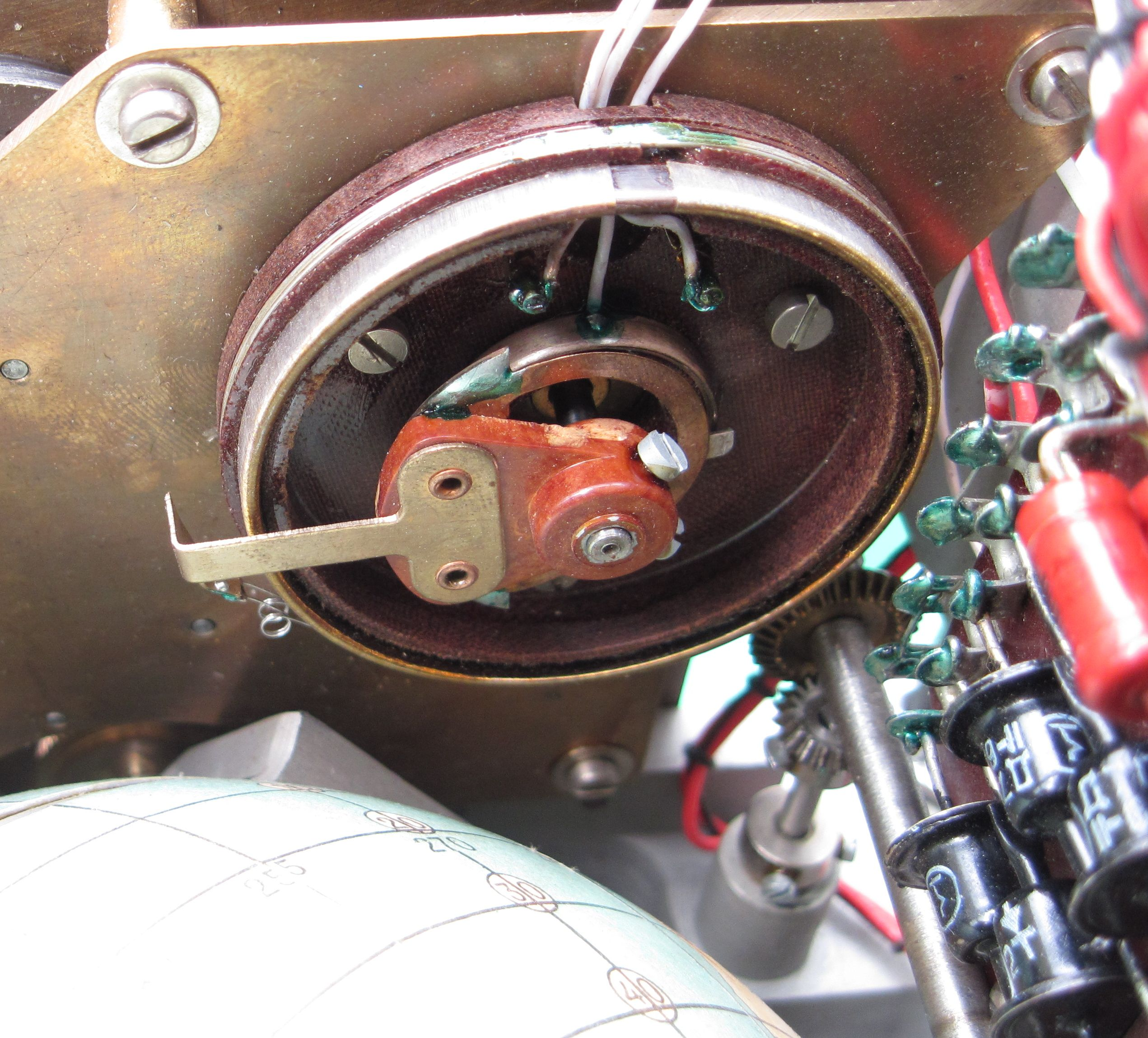
Figura 3

1. Una combinación de una leva cónica, un brazo balancín y un tornillo transforman un movimiento rotativo en un movimiento oscilante, cuya amplitud se puede regular manualmente.
2. Una combinación mecánica que convierte un movimiento alterno en un movimiento unidireccional.
3. Un resistor variable rotativo determina la posición angular dentro de la órbita para los otros instrumentos.